# Внешняя политика Гондураса
Внешняя политика Гондураса — это общий курс Гондураса в международных делах. Внешняя политика регулирует отношения Гондураса с другими государствами. Реализацией этой политики занимается Министерство иностранных дел Гондураса.

## История
В ведении президента Гондураса находятся вопросы внешней политики, министр иностранных дел страны воплощает в жизнь президентскую политику. В 1982 году военные передали власть в стране гражданским лицам, но сохранили за собой ведения вопросов внешней политики и национальной безопасности. Генерал Густаво Альварес Мартинес вёл переговоры с Соединёнными Штатами Америки по размещению на территории страны антисандинистских подразделений, а также дал согласие на пользование американцами авиабазой Пальмерола и подготовку сальвадорских войск в Региональном центре военной подготовки в Гондурасе. Военное влияние на эти аспекты внешней политики продолжалось вплоть до конца Холодной войны, затем влияние армии уменьшились вслед за изменением геополитики США в отношении Центральной Америки.
Во второй половине 1980-х годов министерство иностранных дел Гондураса, под руководством Карлоса Лопеса Контрераса, стало выполнять более профессиональную и независимую работу. На ключевые должности в министерстве иностранных дел были назначены компетентные люди, а не исходя из их политических предпочтений. Однако, в 1990 году правительство Гондураса вновь начало отдавать предпочтение людям из Национальной партии Гондураса. Активное участие президента Рафаэль Леонардо Кальехас Ромеро в процессе региональной интеграции в Центральной Америке, затмевало роль роли министра иностранных дел в вопросах формирования внешней политики. Правительство Гондураса является сторонником сотрудничества и интеграции в Центральной Америке. В июне 2009 года в стране произошёл государственный переворот, что замедлило работу над созданием регионального таможенного союза и единого паспорта для стран Центральной Америке, а также к отмене пограничного контроля и пошлин между Гондурасом, Гватемалой, Никарагуа и Сальвадором. Гондурас имеет нерешённые морские пограничные споры с Сальвадором, Ямайкой и Кубой. Во время официальных торжеств, посвящённых инаугурации избранного президента Гондураса Рикардо Мадуро, уходящее правительство Гондураса объявило о восстановлении дипломатических отношений с Кубой, которое были разорваны в апреле 1961 года. Этот шаг стал ответом на кубинскую помощь Гондурасу по ликвидации последствий урагана Митч, кубинские медики оказывали помощь пострадавшим в отдалённых районах Гондураса, а также сыграло свою роль заключение соглашения об установлении морской границы между странами.

## Отношения с двумя Китаями
В 26 марте 2023 года Гондурас разорвал дипломатические отношения с Китайская Республика (Тайвань) и установил их с Китайская Народная Республика, Тайбэй в ответ разорвал отношения с Тегусигальпой.